# Coupe d'Islande de football 2011
La coupe d'Islande de football 2011 (Valitor-bikar karla 2011) est la cinquante-deuxième édition de la compétition. 
Elle a débuté le 30 avril 2011 par le match opposant Álftanes au KFS Vestmannaeyjar.
La finale aura lieu le 13 août 2011 au Laugardalsvöllur.

## Déroulement de la compétition

### Premier tour
Le premier tour a rassemblé 38 équipes : 38 équipes des divisions islandaises les plus basses et 8 équipes de 2. deild karla. Les matchs de ce tour ont été joués entre le 30 avril et le 4 mai 2011.
| Équipe 1                           | Score | Équipe 2                      |  |
| 30 avril mai 2011                  |       |                               |  |
| Álftanes (3. Deild)                | 0–2   | KFS Vestmannaeyjar (3. Deild) |  |
| Dalvík/Reynir (2. Deild)           | 3–2   | Magni Grenivík (3. Deild)     |  |
| 1er mai 2011                       |       |                               |  |
| Víðir Garður (3. Deild)            | 7–0   | Hómer (-)                     |  |
| KFR (3. Deild)                     | 3–1   | KB Breiðholts (3. Deild)      |  |
| Ægir Þorlákshöfn (-)               | 2–4   | KV Vesturbæjar (3. Deild)     |  |
| Hamar Hveragerði (2. Deild)        | 2–0   | Carla (-)                     |  |
| Ellidi (-)                         | 5–2   | Grundarfjördur (3. Deild)     |  |
| Draupnir (-)                       | 3–2   | Kormákur (-)                  |  |
| Hvíti riddarinn (3. Deild)         | 0–7   | Björninn (3. Deild)           |  |
| Ísbjörninn (3. Deild)              | 5–2   | Höfrungur (-)                 |  |
| Vængir Júpiters (3. Deild)         | 1–2   | Kári (3. Deild)               |  |
| Afríka (3. Deild)                  | 1–7   | Árborg FC (2. Deild)          |  |
| KFG (3. Deild)                     | 4–2   | Ýmir (3. Deild)               |  |
| 2 mai 2011                         |       |                               |  |
| Afturelding Mosfellsbær (2. Deild) | 3–0   | Gnúpverjar (-)                |  |
| KF Berserkir (3. Deild)            | 2–1   | Augnablik (3. Deild)          |  |
| 3 mai 2011                         |       |                               |  |
| Thróttur Vogum (3. Deild)          | 2–3   | Kjalnesingar (-)              |  |
| Markaregn (3. Deild)               | 1–5   | ÍH Hafnarfjörður (3. Deild)   |  |
| 4 mai 2011                         |       |                               |  |
| Ármann (-)                         | 4–3   | UMF Skallagrímur (3. Deild)   |  |
| KH (3. Deild)                      | 3–01  | Léttir (3. Deild)             |  |

1 le match s'est soldé sur le score de 3-4 mais a été changé plus tard dans la saison en 3-0.

### Deuxième tour
Le deuxième tour a rassemblé 40 équipes : les 19 qualifiés du premier tour, les équipes de 2. deild karla non entrées dans la compétition et les 12 équipes de 1. deild karla
Les matchs de ce tour se sont joués le 08 et le 9 mai 2011 et un match en retard a eu lieu le 18 mai 2011.

| Équipe 1                           | Score | Équipe 2                        |        |
| 8 mai 2011                         |       |                                 |        |
| Dalvík/Reynir (2. Deild)           | 0–1   | KS/Leiftur (2. Deild)           |        |
| Leiknir F. (3. Deild)              | 3–2   | Sindri Höfn (3. Deild)          |        |
| Ellidi (-)                         | 0–1   | Kjalnesingar (-)                |        |
| Vikingur Ólafsvík (1. Deild)       | 1–0   | Leiknir Reykjavík (1. Deild)    |        |
| KFS Vestmannaeyjar (3. Deild)      | 3–0   | Árborg FC (2. Deild)            |        |
| Kári (3. Deild)                    | 0–7   | Reynir Sandgerði (2. Deild)     |        |
| Völsungur Húsavík (2. Deild)       | 4–3   | Tindastóll / Hvöt (3. Deild)    | *      |
| Ísbjörninn (3. Deild)              | 0–10  | Fjölnir Reykjavík (1. Deild)    |        |
| 9 mai 2011                         |       |                                 |        |
| Afturelding Mosfellsbær (2. Deild) | 0–1   | KV Vesturbæjar (3. Deild)       |        |
| IR Reykjavik (1. Deild)            | 6–0   | Víðir Garður (3. Deild)         |        |
| Thróttur Reykjavík (1. Deild)      | 2–0   | Ármann (-)                      |        |
| Höttur Egilsstaðir (2. Deild)      | 5–2   | KF Fjarðabyggðar (2. Deild)     |        |
| UMF Selfoss (1. Deild)             | 2–2   | ÍA Akranes (1. Deild)           | ** 5-4 |
| Grótta Seltjarnarnes (1. Deild)    | 0–2   | Haukar Hafnarfjörður (1. Deild) |        |
| Draupnir (3. Deild)                | 0–3   | KA Akureyri (1. Deild)          |        |
| KFR (-)                            | 1–4   | HK Kopavogur (1. Deild)         |        |
| Björninn (3. Deild)                | 0–1   | UMF Njarðvík (2. Deild)         |        |
| KFG (3. Deild)                     | 1–3   | BÍ/Bolungarvík (1. Deild)       |        |
| ÍH Hafnarfjörður (2. Deild)        | 1–2   | KF Berserkir (3. Deild)         |        |
| 18 mai 2011                        |       |                                 |        |
| KH (3. Deild)                      | 0–7   | Hamar Hveragerði (2. Deild)     |        |

 *  - après prolongation

 **  - aux tirs au but

### Seizièmes de finale
Les seizièmes de finale ont rassemblé les 20 qualifiés du tour précédent et les 12 équipes de l'Úrvalsdeild.
Les matchs de ce tour ont été joués les 24, 25 et 26 mai 2011.

| Équipe 1                             | Score | Équipe 2                           |   |
| 24 mai 2011                          |       |                                    |   |
| Hamar Hveragerði (2. Deild)          | 2–0   | KFS Vestmannaeyjar (3. Deild)      |   |
| 25 mai 2011                          |       |                                    |   |
| Kjalnesingar (-)                     | 0-3   | ÍBV Vestmannaeyjar (Pepsi deildin) |   |
| BÍ/Bolungarvík (1. Deild)            | 5–1   | Reynir Sandgerði (2. Deild)        |   |
| Fjölnir Reykjavík (1. Deild)         | 1–0   | UMF Selfoss (1. Deild)             |   |
| Haukar Hafnarfjörður (1. Deild)      | 2–0   | KS/Leiftur (2. Deild)              |   |
| Valur Reykjavík (Pepsi deildin)      | 2–1   | Vikingur Ólafsvík (1. Deild)       | * |
| Stjarnan Garðabær (Pepsi deildin)    | 0–3   | KR Reykjavík (Pepsi deildin)       |   |
| UMF Njarðvík (2. Deild)              | 0–1   | HK Kopavogur (1. Deild)            | * |
| IR Reykjavik (1. Deild)              | 1–3   | Thróttur Reykjavík (1. Deild)      |   |
| KF Berserkir (3. Deild)              | 1–3   | Fram Reykjavík (Pepsi deildin)     |   |
| KA Akureyri (1. Deild)               | 1–2   | UG Grindavík (Pepsi deildin)       |   |
| 26 mai 2011                          |       |                                    |   |
| Höttur Egilsstaðir (2. Deild)        | 0–5   | ÍBK Keflavík (Pepsi deildin)       |   |
| Breiðablik Kopavogur (Pepsi deildin) | 2–1   | Völsungur Húsavík (2. Deild)       |   |
| KV Vesturbæjar (3. Deild)            | 0–2   | Vikingur Reykjavik (Pepsi deildin) |   |
| Thor Akureyri (Pepsi deildin)        | 5–0   | Leiknir F. (3. Deild)              |   |
| FH Hafnarfjörður (Pepsi deildin)     | 3–2   | Fylkir Reykjavík (Pepsi deildin)   | * |

 *  - après prolongation

 **  - aux tirs au but

### Huitièmes de finale
Les matchs de ce tour ont été joués le 20, 21 et 23 juin 2011.

| Équipe 1                        | Score | Équipe 2                             |   |
| 20 juin 2011                    |       |                                      |   |
| Thor Akureyri (Pepsi deildin)   | 3–1   | Víkingur Reykjavík (Pepsi deildin)   |   |
| Haukar Hafnarfjörður (1. Deild) | 1–3   | ÍBK Keflavík (Pepsi deildin)         |   |
| Fjölnir Reykjavík (1. Deild)    | 3–2   | Hamar Hveragerði (2. Deild)          |   |
| 21 juin 2011                    |       |                                      |   |
| Valur Reykjavík (Pepsi deildin) | 2–3   | ÍBV Vestmannaeyjar (Pepsi deildin)   |   |
| Thróttur Reykjavík (1. Deild)   | 3–1   | Fram Reykjavík (Pepsi deildin)       |   |
| UG Grindavík (Pepsi deildin)    | 2–1   | HK Kopavogur (1. Deild)              |   |
| 23 juin 2011                    |       |                                      |   |
| BÍ/Bolungarvík (1. Deild)       | 4–1   | Breiðablik Kopavogur (Pepsi deildin) | * |
| KR Reykjavík (Pepsi deildin)    | 2–0   | FH Hafnarfjörður (Pepsi deildin)     |   |

 *  - après prolongation

 **  - aux tirs au but

### Quarts de finale
Les matchs de ce tour ont eu lieu le 02 et 3 juillet 2011.

| Équipe 1                      | Score | Équipe 2                           |   |
| 2 juillet 2011                |       |                                    |   |
| Thor Akureyri (Pepsi deildin) | 2–1   | UG Grindavík (Pepsi deildin)       | * |
| 3 juillet 2011                |       |                                    |   |
| BÍ/Bolungarvík (1. Deild)     | 3–2   | Thróttur Reykjavík (1. Deild)      |   |
| Fjölnir Reykjavík (1. Deild)  | 1–2   | ÍBV Vestmannaeyjar (Pepsi deildin) |   |
| KR Reykjavík (Pepsi deildin)  | 3–2   | ÍBK Keflavík (Pepsi deildin)       |   |

 *  après prolongation

### Demi-finales
Les matchs de ce tour ont eu lieu le 27 et 31 juillet 2011.
| Équipe 1                      | Score | Équipe 2                           |  |
| 28 juillet 2011               |       |                                    |  |
| Thor Akureyri (Pepsi deildin) | 2–0   | ÍBV Vestmannaeyjar (Pepsi deildin) |  |
| 31 juillet 2011               |       |                                    |  |
| BÍ/Bolungarvík (1. Deild)     | 1–4   | KR Reykjavík (Pepsi deildin)       |  |

### Finale
Les matchs de ce tour ont eu lieu le 13 août 2011.
| Équipe 1                      | Score | Équipe 2                     |  |
| 13 août 2011                  |       |                              |  |
| Thor Akureyri (Pepsi deildin) | 0–2   | KR Reykjavík (Pepsi deildin) |  |

## Source
- Résultats de la Coupe d'Islande 2011 sur le site de la fédération islandaise de football